# Karlis Abele
Karlis Abele (1896–1961) foi um botânico letão.